# Ancistrophyllinae
Ancistrophyllinae es una subtribu de plantas con flores perteneciente a la subfamilia Calamoideae dentro de la familia Arecaceae. Tiene los siguientes géneros.

## Géneros
Según GRIN
- Ancistrophyllum (G. Mann & H. Wendl.) H. Wendl. = Laccosperma (G. Mann & H. Wendl.) Drude
- Eremospatha (G. Mann & H. Wendl.) H. Wendl.
- Laccosperma (G. Mann & H. Wendl.) Drude
- Neoancistrophyllum Rauschert = Laccosperma (G. Mann & H. Wendl.) Drude
- Oncocalamus (G. Mann & H. Wendl.) Benth. & Hook. f.

Según Wikispecies
- Eremospatha - Laccosperma